# Annette Nijs
Annette Dorothea Sophia Maria Nijs (Waalwijk, 16 december 1961) is een Nederlands econoom en Chinadeskundige, en voormalig politica. Nijs was staatssecretaris van Onderwijs, Cultuur en Wetenschap in het kabinet-Balkenende I en kabinet-Balkenende II tot haar aftreden op 9 juni 2004.

## Carrière

### Opleiding
Na het behalen van het diploma Gymnasium studeerde zij macro-economie aan de Erasmus Universiteit in Rotterdam, waar zij in 1987 het doctoraalexamen aflegde. Tijdens haar studie was zij werkzaam bij Unilever in Rotterdam. Eind jaren 80 was Annette Nijs een jaar voorzitter van de JOVD, de onafhankelijke liberale jongerenorganisatie.

### Begin loopbaan
Van 1986 tot 1990 was zij beleidsadviseur economische zaken bij het Koninklijk Nederlands Ondernemers Verbond (KNOV). Begin jaren 90 maakt zij de overstap naar het bedrijfsleven. Van 1991 tot 2002 werkte zij voor Shell, in verschillende financiële en commerciële management functies, vanuit diverse locaties (onder andere Den Haag, Londen, Muscat, Houston, Texas en Manilla).
Tevens gaf zij gastcolleges in e-business aan de London Business School en over leiderschap op de Said Business School van Oxford University. In 1999 behaalde zij een Executive Master of Business Administration (MBA) aan de London Business School.

### Staatssecretaris
Rond de eeuwwisseling stapt Nijs over naar de landelijke politiek. Ze werd op 22 juli 2002 staatssecretaris van Onderwijs, Cultuur en Wetenschap in het kabinet-Balkenende I. Ook in het volgende kabinet-Balkenende, in functie vanaf 27 mei 2003 vervolgde ze haar baan als staatssecretaris.
Gedurende haar beide kabinetsperioden als staatssecretaris had Nijs enige aanvaringen met de minister van OC&W, Maria van der Hoeven. Zo kondigde Nijs in november 2002 aan dat een tweede studie niet langer gratis zou zijn. Van der Hoeven was het hier niet mee eens en wees Nijs terecht.
Op 9 juni 2004 trad Nijs af en bood zij haar ontslag aan bij de Koningin. Dit was de dag na een spoeddebat in de Tweede Kamer over een interview met het weekblad Nieuwe Revu, waarin ze aarzelingen uitte over het vertrouwen van de minister in haar staatssecretaris en de ruimte om eigen beleid te kunnen voeren. In het Kamerdebat werd een "motie van treurnis" tegen Nijs ingediend door een van de oppositiepartijen, maar die werd niet aangenomen. De minister zelf drong niet aan op het vertrek van haar staatssecretaris. Op 17 juni 2004 werd Nijs opgevolgd door partijgenoot Mark Rutte.
Op 7 juni 2005 kwam Nijs in de VVD-fractie van de Tweede Kamer, in plaats van Laetitia Griffith, die wethouder werd in Amsterdam.

### Vervolg loopbaan
Na haar aftreden werkte ze enige tijd in het bedrijfsleven en zit ze in verschillende besturen. Van 2009 tot 2019 was Nijs 'Executive Director Global Initiative' van de China Europe International Business School (CEIBS) in Shanghai.
Ze zet zich nog altijd in voor de belangen van Chinezen en verschillende adviesorganen voor China. Sinds 2021 is Annette Nijs president van Business School Nederland.

## Trivia
- In 2006 richtte Nijs als algemeen directeur het nieuwe Europe China Institute van Nyenrode Business Universiteit op.
- Nijs is adviseur van diverse organisaties en bedrijven zoals de European Foundation for Management Development; de Maatschappij; FIPRA, een Europees public affairs netwerk en een aantal startende bedrijven.[bron?]
- Op 1 oktober 2009 kwam haar boek uit, getiteld China met andere ogen.

- International Standard Name Identifier: 0000 0001 0846 3059
- Library of Congress Control Number: n2010080320
- Nederlandse Thesaurus van Auteursnamen: 240544501
- Parlement.com: vg9fgoprlkws
- SNAC: w6rn5r06
- Virtual International Authority File: 160968156
- WorldCat: E39PBJbGYQYXGDxWxvRfmqTyh3